# Mellersta Östergötlands Järnväg
Mellersta Östergötlands Järnväg (MÖJ) var en smalspårig (891 mm) järnväg mellan Ringstorp och Ödeshög via Linköping, Fågelsta och Vadstena. MÖJ var en av endast tre smalspåriga järnvägar med allmän trafik i Sverige som elektrifierade huvuddelen av sitt linjenät. Under åren 1908-1921 utbyggdes linjerna Klockrike-Borensberg och Linköping-Fågelsta-Vadstena för eldrift med växelström. 

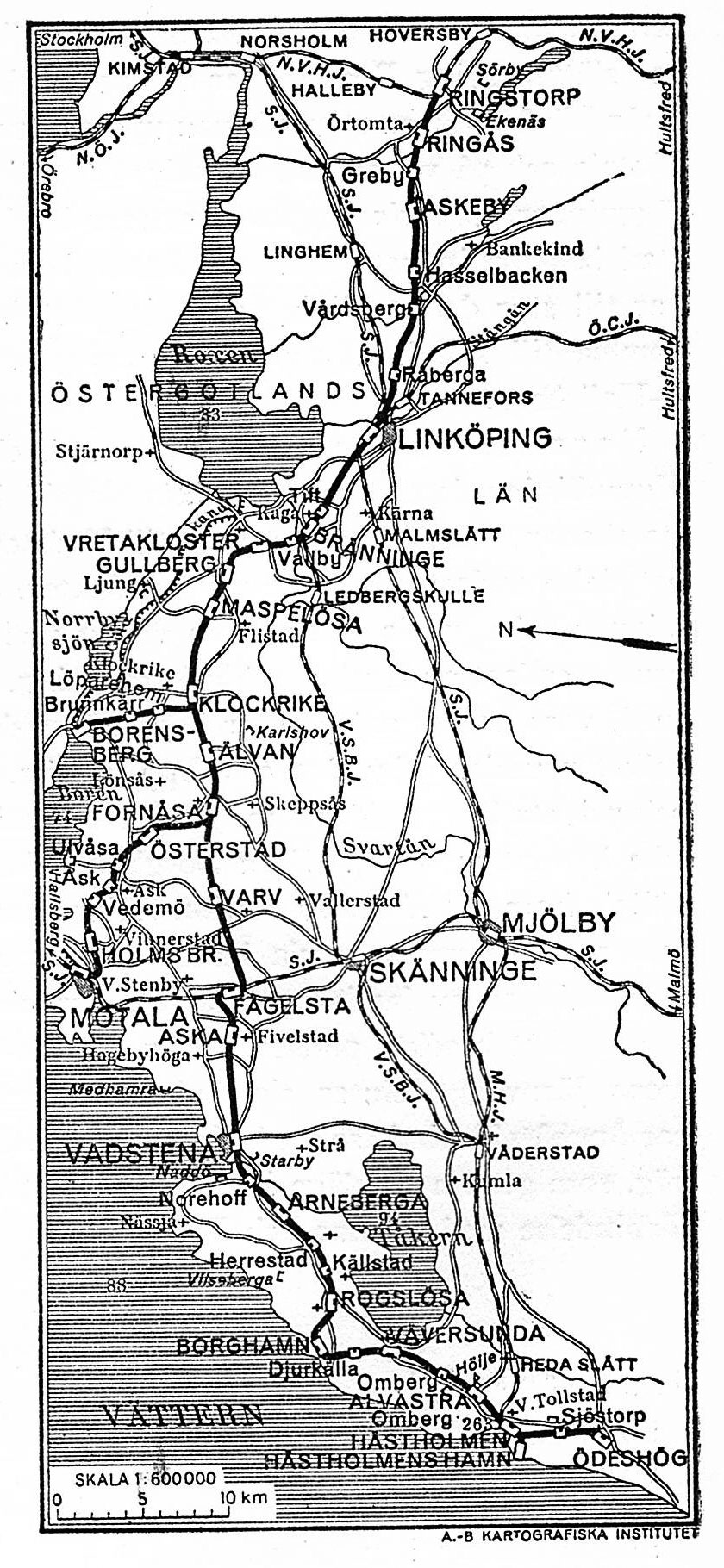
MÖJ. Karta 1926.

Mellersta Östergötlands Järnväg var också namnet på bolaget bakom banan.

## Från el- till dieseldrift följt av nedläggningar
MÖJ förstatligades 1950 varvid banan införlivades i Statens Järnvägar, SJ. SJ identifierade snabbt en del bibanesträckningar som ansågs olönsamma och lade ner dessa. Man konstaterade också att anläggningarna för eldrift var i stort behov av modernisering efter trettio års drift. Samtidigt hade SJ ett visst överskott på dieselmotorvagnar så istället för att modernisera anläggningar och behålla eldriften infördes dieseldrift på samtliga linjer från och med sommaren 1956. Efter en nedläggningsvåg under 1950-talet återstod endast Ringstorp-Linköping-Fågelsta-Vadstena, Klockrike-Borensberg och Fornåsa-Motala. Trafiken på dessa delar lades ner under 1962-1964 förutom godstrafiken på delen Fågelsta – Vadstena som inte lades ner förrän 1978. Denna del används, helt eller delvis, sedan 1984 som museijärnväg: Wadstena-Fogelsta Järnväg.
|  | Unknown BSicon "exKBHFa" |

|  | Unknown BSicon "exBHF" |

|  | Unknown BSicon "exABZg+l" | Unknown BSicon "exKBHFeq" | Pier |

| Unknown BSicon "uexSTR+l" | Unknown BSicon "exABZgr" |  |  |

| Unknown BSicon "uexBHF" | Unknown BSicon "exBHF" |  |  |

|  | Unknown BSicon "exBHF" |

|  | Unknown BSicon "exBHF" |

|  | Unknown BSicon "exBHF" |

|  | Unknown BSicon "exBHF" |

|  | Unknown BSicon "exBHF" |

|  | Unknown BSicon "exBHF" |

|  | Unknown BSicon "exBHF" |

|  | Unknown BSicon "exBHF" |

|  | Unknown BSicon "exBHF" |

|  | Station on track | Pier |  |

|  | Station on track |

|  | Station on track | Urban station on track |  |

|  | Unknown BSicon "exSTRl" | Unknown BSicon "uemKRZ" | Unknown BSicon "exSTR+r" |

|  |  |  | Unknown BSicon "exBHF" |

|  |  |  | Unknown BSicon "exBHF" |

| Unknown BSicon "exSTR+l" | Unknown BSicon "exSTRq" | Unknown BSicon "exSTRq" | Unknown BSicon "exSTRr" |

| Unknown BSicon "exSTR" |  | Urban station on track | Head station |

| Unknown BSicon "exSTR" |  |  | Unknown BSicon "hKRZWae" |

| Unknown BSicon "exSTR" |  |  | Station on track |

| Unknown BSicon "exSTR" |  |  | Unknown BSicon "exBHF" |

| Unknown BSicon "exSTR" |  |  | Unknown BSicon "exBHF" |

| Unknown BSicon "exSTR" |  |  | Unknown BSicon "exBHF" |

| Unknown BSicon "exSTR" |  |  | Unknown BSicon "exBHF" |

| Unknown BSicon "exABZg+l" | Unknown BSicon "exSTRq" | Unknown BSicon "exSTRq" | Unknown BSicon "exSTRr" |

| Unknown BSicon "exBHF" |

| Unknown BSicon "exBHF" |

| Unknown BSicon "exSTR" | Unknown BSicon "exKBHFa" |  |  |

| Unknown BSicon "exSTR" | Unknown BSicon "exBHF" |  |  |

| Unknown BSicon "exSTR" | Unknown BSicon "exBHF" |  |  |

| Unknown BSicon "exABZg+l" | Unknown BSicon "exSTRr" |  |  |

| Unknown BSicon "exBHF" |

| Unknown BSicon "exBHF" |

| Unknown BSicon "exBHF" |

| Unknown BSicon "exBHF" |

| Unknown BSicon "exBHF" |

| Unknown BSicon "exSTRl" | Unknown BSicon "exSTRq" | Unknown BSicon "exSTRq" | Unknown BSicon "exSTR+r" |

|  |  |  | Unknown BSicon "exBHF" |

| Unknown BSicon "uexBHF" |  | Unknown BSicon "exKBHFa" | Unknown BSicon "exSTR" |

|  |  | Unknown BSicon "exBHF" | Unknown BSicon "exSTR" |

|  |  | Unknown BSicon "exBHF" | Unknown BSicon "exSTR" |

|  |  | Unknown BSicon "exBHF" | Unknown BSicon "exSTR" |

|  |  | Unknown BSicon "exBHF" | Unknown BSicon "exSTR" |

|  |  | Unknown BSicon "exBHF" | Unknown BSicon "exSTR" |

| Unknown BSicon "exSTR+l" | Unknown BSicon "uemKRZu" | Unknown BSicon "exSTRr" | Unknown BSicon "exSTR" |

| Unknown BSicon "exBHF" | Urban station on track |  | Unknown BSicon "exSTR" |

| Unknown BSicon "exBHF" |  |  | Unknown BSicon "exSTR" |

| Unknown BSicon "exBHF" |  |  | Unknown BSicon "exSTR" |

| Unknown BSicon "exBHF" |  |  | Unknown BSicon "exSTR" |

| Unknown BSicon "exBHF" |  |  | Unknown BSicon "exSTR" |

| Unknown BSicon "exBHF" |  |  | Unknown BSicon "exSTR" |

| Unknown BSicon "exBHF" |  |  | Unknown BSicon "exSTR" |

| Unknown BSicon "exBHF" |  |  | Unknown BSicon "exSTR" |

| Unknown BSicon "exBHF" |  |  | Unknown BSicon "exSTR" |

| Unknown BSicon "exBHF" |  |  | Unknown BSicon "exSTR" |

| Unknown BSicon "exBHF" |  |  | Unknown BSicon "exSTR" |

| Unknown BSicon "exBHF" |  | Unknown BSicon "exSTR+l" | Unknown BSicon "exSTRr" |

| Unknown BSicon "exSTRl" | Unknown BSicon "exSTRq" | Unknown BSicon "exABZg+r" |  |

|  |  | Unknown BSicon "exBHF" |

|  |  | Unknown BSicon "exBHF" |

|  | Urban station on track | Unknown BSicon "exBHF" |  |

|  | Unknown BSicon "uABZgl" | Unknown BSicon "xmKRZo" | Urban transverse track |

|  |  | Unknown BSicon "exBHF" |

|  |  | Unknown BSicon "exBHF" |

|  |  | Unknown BSicon "exBHF" |

|  |  | Unknown BSicon "exBHF" |

|  |  | Unknown BSicon "exBHF" |

|  |  | Unknown BSicon "exBHF" |

|  |  | Unknown BSicon "exBHF" |

|  |  | Unknown BSicon "exBHF" |

| Unused transverse waterway | Unknown BSicon "uexBHFq" | Unknown BSicon "uexABZqr" |  |

|  | Unknown BSicon "exKBHFa" |

|  | Unknown BSicon "exBHF" |

|  | Unknown BSicon "exABZg+l" | Unknown BSicon "exKBHFeq" | Pier |

| Unknown BSicon "uexSTR+l" | Unknown BSicon "exABZgr" |  |  |

| Unknown BSicon "uexBHF" | Unknown BSicon "exBHF" |  |  |

|  | Unknown BSicon "exBHF" |

|  | Unknown BSicon "exBHF" |

|  | Unknown BSicon "exBHF" |

|  | Unknown BSicon "exBHF" |

|  | Unknown BSicon "exBHF" |

|  | Unknown BSicon "exBHF" |

|  | Unknown BSicon "exBHF" |

|  | Unknown BSicon "exBHF" |

|  | Unknown BSicon "exBHF" |

|  | Station on track | Pier |  |

|  | Station on track |

|  | Station on track | Urban station on track |  |

|  | Unknown BSicon "exSTRl" | Unknown BSicon "uemKRZ" | Unknown BSicon "exSTR+r" |

|  |  |  | Unknown BSicon "exBHF" |

|  |  |  | Unknown BSicon "exBHF" |

| Unknown BSicon "exSTR+l" | Unknown BSicon "exSTRq" | Unknown BSicon "exSTRq" | Unknown BSicon "exSTRr" |

| Unknown BSicon "exSTR" |  | Urban station on track | Head station |

| Unknown BSicon "exSTR" |  |  | Unknown BSicon "hKRZWae" |

| Unknown BSicon "exSTR" |  |  | Station on track |

| Unknown BSicon "exSTR" |  |  | Unknown BSicon "exBHF" |

| Unknown BSicon "exSTR" |  |  | Unknown BSicon "exBHF" |

| Unknown BSicon "exSTR" |  |  | Unknown BSicon "exBHF" |

| Unknown BSicon "exSTR" |  |  | Unknown BSicon "exBHF" |

| Unknown BSicon "exABZg+l" | Unknown BSicon "exSTRq" | Unknown BSicon "exSTRq" | Unknown BSicon "exSTRr" |

| Unknown BSicon "exBHF" |

| Unknown BSicon "exBHF" |

| Unknown BSicon "exSTR" | Unknown BSicon "exKBHFa" |  |  |

| Unknown BSicon "exSTR" | Unknown BSicon "exBHF" |  |  |

| Unknown BSicon "exSTR" | Unknown BSicon "exBHF" |  |  |

| Unknown BSicon "exABZg+l" | Unknown BSicon "exSTRr" |  |  |

| Unknown BSicon "exBHF" |

| Unknown BSicon "exBHF" |

| Unknown BSicon "exBHF" |

| Unknown BSicon "exBHF" |

| Unknown BSicon "exBHF" |

| Unknown BSicon "exSTRl" | Unknown BSicon "exSTRq" | Unknown BSicon "exSTRq" | Unknown BSicon "exSTR+r" |

|  |  |  | Unknown BSicon "exBHF" |

| Unknown BSicon "uexBHF" |  | Unknown BSicon "exKBHFa" | Unknown BSicon "exSTR" |

|  |  | Unknown BSicon "exBHF" | Unknown BSicon "exSTR" |

|  |  | Unknown BSicon "exBHF" | Unknown BSicon "exSTR" |

|  |  | Unknown BSicon "exBHF" | Unknown BSicon "exSTR" |

|  |  | Unknown BSicon "exBHF" | Unknown BSicon "exSTR" |

|  |  | Unknown BSicon "exBHF" | Unknown BSicon "exSTR" |

| Unknown BSicon "exSTR+l" | Unknown BSicon "uemKRZu" | Unknown BSicon "exSTRr" | Unknown BSicon "exSTR" |

| Unknown BSicon "exBHF" | Urban station on track |  | Unknown BSicon "exSTR" |

| Unknown BSicon "exBHF" |  |  | Unknown BSicon "exSTR" |

| Unknown BSicon "exBHF" |  |  | Unknown BSicon "exSTR" |

| Unknown BSicon "exBHF" |  |  | Unknown BSicon "exSTR" |

| Unknown BSicon "exBHF" |  |  | Unknown BSicon "exSTR" |

| Unknown BSicon "exBHF" |  |  | Unknown BSicon "exSTR" |

| Unknown BSicon "exBHF" |  |  | Unknown BSicon "exSTR" |

| Unknown BSicon "exBHF" |  |  | Unknown BSicon "exSTR" |

| Unknown BSicon "exBHF" |  |  | Unknown BSicon "exSTR" |

| Unknown BSicon "exBHF" |  |  | Unknown BSicon "exSTR" |

| Unknown BSicon "exBHF" |  |  | Unknown BSicon "exSTR" |

| Unknown BSicon "exBHF" |  | Unknown BSicon "exSTR+l" | Unknown BSicon "exSTRr" |

| Unknown BSicon "exSTRl" | Unknown BSicon "exSTRq" | Unknown BSicon "exABZg+r" |  |

|  |  | Unknown BSicon "exBHF" |

|  |  | Unknown BSicon "exBHF" |

|  | Urban station on track | Unknown BSicon "exBHF" |  |

|  | Unknown BSicon "uABZgl" | Unknown BSicon "xmKRZo" | Urban transverse track |

|  |  | Unknown BSicon "exBHF" |

|  |  | Unknown BSicon "exBHF" |

|  |  | Unknown BSicon "exBHF" |

|  |  | Unknown BSicon "exBHF" |

|  |  | Unknown BSicon "exBHF" |

|  |  | Unknown BSicon "exBHF" |

|  |  | Unknown BSicon "exBHF" |

|  |  | Unknown BSicon "exBHF" |

| Unused transverse waterway | Unknown BSicon "uexBHFq" | Unknown BSicon "uexABZqr" |  |

## Anslutande smalspårsbanor
Det fanns ytterligare ett par smalspåriga bibanor: Från Bränninge nordväst om Linköping utgick banan till Skänninge och Väderstad (Väderstad-Skänninge-Bränninge Järnväg). Fornåsa och Klockrike var utgångspunkter för grenar till Motala respektive Borensberg. Från Linköping drogs banan vidare österut till Ringstorp.

## Sträckan Fågelsta - Vadstena - Ödeshög
Sträckan Fågelsta – Vadstena är den äldsta (1874) av MÖJ:s delar och tillkom under namnet Wadstena-Fogelsta Järnväg. Denna del förlängdes 1888 från Vadstena till Ödeshög. Under banans tillkomsthistoria har sträckan och bolaget bakom Fågelsta – Vadstena – Ödeshög också hetat Fågelsta-Vadstena-Ödeshögs Järnväg (FVÖJ). Till MÖJ hörde från början bara Fågelsta – Linköping, men 1919 övertog detta bolag alltså även Fågelsta – Vadstena – Ödeshög. 1934 övertog man också banan Väderstad – Skänninge – Bränninge.

## Sträckan Klockrike - Borensberg
Borensberg fick järnvägsförbindelse genom den 21 december 1907 färdigställda sträckan Klockrike–Borensberg som ingick i Mellersta Östergötlands Järnvägar (MÖJ). Den smalspåriga järnvägen var 7,75 km lång och kostade MÖJ en kvarts miljon kronor att anlägga. Järnvägssträckan blev något av en sensation den 15 mars 1908 då trafiken på sträckan var pionjärbana för den nya tidens växelströmsdrift. Elektriciteten producerades i Näs kraftstation vid Motala ström. Eldrift användes endast på ytterligare en järnvägssträcka i Sverige på den tiden, på Djursholmsbanan i Stockholm som drevs med likström. 
Linjen hade  en största tillåtna hastighet om 35 km/h, strax under linjen Fornåsa–Motala om 40 km/h, vilket var högsta hastighet på MÖJ.
För persontrafiken användes den av Asea tillverkade elmotorvagnen MÖJ 1, som i folkmun kallades Ankan på grund av sin vaggande gång. Ankan är bevarad och finns på Östergötlands Järnvägsmuseum på Vallaområdet i Linköping. I 32 år, 1914–1946, kördes Ankan av lokförare Gustaf Salomon Gustafsson. Gustafssons hela yrkesliv var förlagt till järnvägen. Han började arbeta 1900 vid lokverkstaden i Linköping och var även eldare under några år. 1914 flyttade han till Borensberg för att ta över som lokförare på linjen Klockrike–Borensberg. Historierna om Ankan och dess lokförare ”Ankjösse” som Gustaf Gustafsson kallades är många. Vid Gustafssons pensionering 1946 inställdes även Ankans turer och ersattes av dieseldriven rälsbuss.
1 november 1962 upphörde trafiken på linjen Klockrike–Borensberg. Rivningen av järnvägsspåret Klockrike–Borensberg, Fågelsta–Linköping och Fornåsa–Holmsbruk (Motala) skedde under åren 1963–1964.